# Islas de los Cuatro Volcanes
Las islas de los Cuatro Volcanes (del inglés: 'Islands of Four Mountains') son un grupo de pequeñas islas de Estados Unidos localizadas en la parte central del archipiélago de las islas Aleutianas. Administrativamente, pertenecen al Área censal de Aleutians West de estado de Alaska.
Las islas se localizan entre el canal de Amukta y las islas Andreanof al oeste, y el canal de Samalga y las islas Fox al este. El archipiélago tiene una superficie total de 545,596 km² y carece de una población permanente. La cadena de islas incluye, de oeste a este, las islas de Amukta, Chagulak, Yunaska, Herbert, Carlisle, Chuginadak, Uliaga e isla Kagamil, siendo Yunaska y Chuginadak las dos mayores.
El nombre del archipiélago es una traducción del ruso: Ostrova Chetyre Soposhnye, que significa «islas de cuatro volcanes» que les fue aplicado por exploradores rusos que observaron cuatro prominentes volcanes localizados en cuatro de las islas. El nombre en aleutiano, Unigun, fue reportado en 1940 por el padre Veniaminov. Parece haber confusión con el nombre de estas islas, posiblemente porque sólo cuatro de cinco aparecen regularmente en los mapas.